# Siodło za Groniem
Siodło za Groniem (niem. Gaffelpass, słow. Sedlo pod Gafľovkou, węg. Villás-nyereg, ok. 1600 m) – przełęcz w północnym grzbiecie Zadnich Jatek w słowackich Tatrach Bielskich. W grzbiecie tym kolejno znajdują się: Zadni Diabli Grzbiet, Przełęcz nad Siką i Turnia nad Jaworzynką, na której grzbiet rozgałęzia się na ramię północne i północno-wschodnie. Siodło za Groniem znajduje się na ramieniu północnym, między Turnią nad Jaworzynką a Groniem. Na przełęczy jest niewielka polanka, poza tym cały grzbiet i zbocza porośnięte są lasem. W kierunku północno-zachodnim do Doliny Kępy opada z przełęczy żleb, stoki wschodnie opadają do Jaworzynki Bielskiej.
Nazwa przełęczy jest autorstwa Władysława Cywińskiego. Z obydwu dolin brak ścieżek na przełęcz. Wyraźne ścieżki dochodzą natomiast z północnych zboczy Gronia i z grani Turni nad Jaworzynką. Ścieżki prowadzące od północnych zboczy Gronia omijają jego wierzchołek.